# 彭绮
彭绮（？—？），三国东吴鄱阳郡山越首领。

## 生平
225年十二月，彭绮聚众数万人，攻没东吴郡县。彭绮自称举义兵，为曹魏讨东吴，曹魏议者以为可以通过这件事伐吴，必有所获。魏明帝问中书令太原孙资，孙资说：“番阳宗人，前后数有举义者，众弱谋浅，旋辄乖散。昔文皇帝尝密论贼形势，言洞浦杀万人，得船千数，数日间，船人复会。江陵被围历月，权裁以千数百兵住东门，而其土地无崩解者，是有法禁上下相维之明验也。以此推绮，惧未能为权腹心大疾也。”227年春，东吴解烦督胡综、鄱阳郡太守周鲂击败彭绮，将他生擒。